# Myriopholis longicauda
Myriopholis longicauda – gatunek węża z podrodziny Leptotyphlopinae w rodzinie węży nitkowatych (Leptotyphlopidae).
Gatunek ten osiąga długość od 18 cm do 22 cm. Ciało w kolorze różowo-brązowym. Brzuch jaskraworóżowy.
Występuje na sawannach Afryki Południowej na terenie następujących państw: Mozambik, północno-wschodnia RPA, Eswatini, Zimbabwe, wschodnia Botswana, Zambia, Malawi. Niektórzy autorzy podają, że występuje też w południowej Somalii; stwierdzenia tego gatunku z Tanzanii w rzeczywistości dotyczyły Myriopholis ionidesi.